# Warum?
Warum? is een nummer van de Duitse meidengroep Tic Tac Toe uit 1997. Het is de eerste single van hun tweede studioalbum Klappe die 2te.
"Warum?" gaat over een hele goede vriendin van de leden van Tic Tac Toe, genaamd Melanie, die verslaafd was aan drugs en stierf aan een overdosis. Het nummer werd een grote hit in het Duitse taalgebied en haalde daar in alle drie de landen de nummer 1-positie. Het werd ook in Nederland een hit en bereikte de 4e positie in de Nederlandse Top 40.